# Бнинский, Лукаш
Лу́каш Бни́нский (пол. Łukasz Bniński; 14 октября 1738—1818) — польский дворянин, ротмистр Национальной кавалерии (1778), судья земский познанский (1782), староста сокольницкий, депутат Четырехлетнего Сейма, маршалок Тарговицкой конфедерации великопольских воеводств (1792), консуляр Генеральной Конфедерации коронной в Тарговицкой конфедерации в 1792 году, кавалер ордена Белого Орла и ордена Святого Станислава.

## Биография
Представитель польского дворянского рода Бнинских герба «Лодзя». Сын каштеляна сремского Рафала Бнинского (1705—1770) и Марианны Квилецкой (ок. 1700 — до 1761). У него было тринадцать братьев и сестер.
Лукаш Бнинский в силу унаследованных земель и приобретенных ими приобретений стал до 1789 года одним из крупнейших собственников на западном рубеже Речи Посполитой. Он имел звание полковника гусарского звания. В 1782—1793 годах занимал должность земского судьи познанского. В основном он занимался управлением своими владениями.
С 1788 года был депутатом Четырехлетнего Сейма от Познанского воеводства. 3 мая 1791 года отсутствовал в Варшаве. Перешел на сторону Тарговицкой конфедерации, 20 августа 1792 года в среду Великопольской был избран маршалом Конфедерации великопольских воеводств. В 1794—1797 годах находился в Санкт-Петербурге. Вернувшись, вступил в конфликт с прусскими захватническими властями и перебрался на Волынь.
Король Станислав Август Понятовский пожаловал ему Орден Святого Станислава в 1775 году, а в 1791 году наградил его Орденом Белого Орла (с тем, чтобы он вступил в Конституцию 3 мая). В 1798 году прусские власти присвоили ему графский титул и новый герб.

## Семья
Лукаш Бнинский был женат дважды. Его первой женой в 1772 года в Смигле стала Ядвига Юзефа Непомуцена Павловская (1725—1807), дочь Мацея Павловского (1695—1726) и Виктории Свенцицкой. Первый брак был бездетным.
В 1794 году он женился во второй раз на Юзефе Свинарской (1758 — ?), дочери Николая Свинарского и Анны Бнинской. У супругов было два сына:
- Хиларий Рафал Николай Бнинский (12 января 1795 — 18 октября 1840)
- Евстахий Валериан Антоний Бнинский (12 сентября 1799 — 19 ноября 1801).